# Perognathus
A Perognathus az emlősök (Mammalia) osztályának, a rágcsálók (Rodentia) rendjébe, ezen belül a tasakosegér-félék (Heteromyidae) családjába tartozó nem.

## Rendszerezés
A nembe az alábbi 9 élő faj és 1 kihalt faj tartozik:
- Perognathus alticolus Rhoads, 1894
- Perognathus amplus Osgood, 1900
- Perognathus fasciatus Wied-Neuwied, 1839 - típusfaj
- Perognathus flavescens Merriam, 1889
- Perognathus flavus Baird, 1855
- zsebegér (Perognathus inornatus) Merriam, 1889
- Perognathus longimembris Coues, 1875
- Perognathus merriami J. A. Allen, 1892
- sivatagi tasakosegér (Perognathus parvus) Peale, 1848
- †Perognathus minutus